# Народный комиссариат земледелия СССР

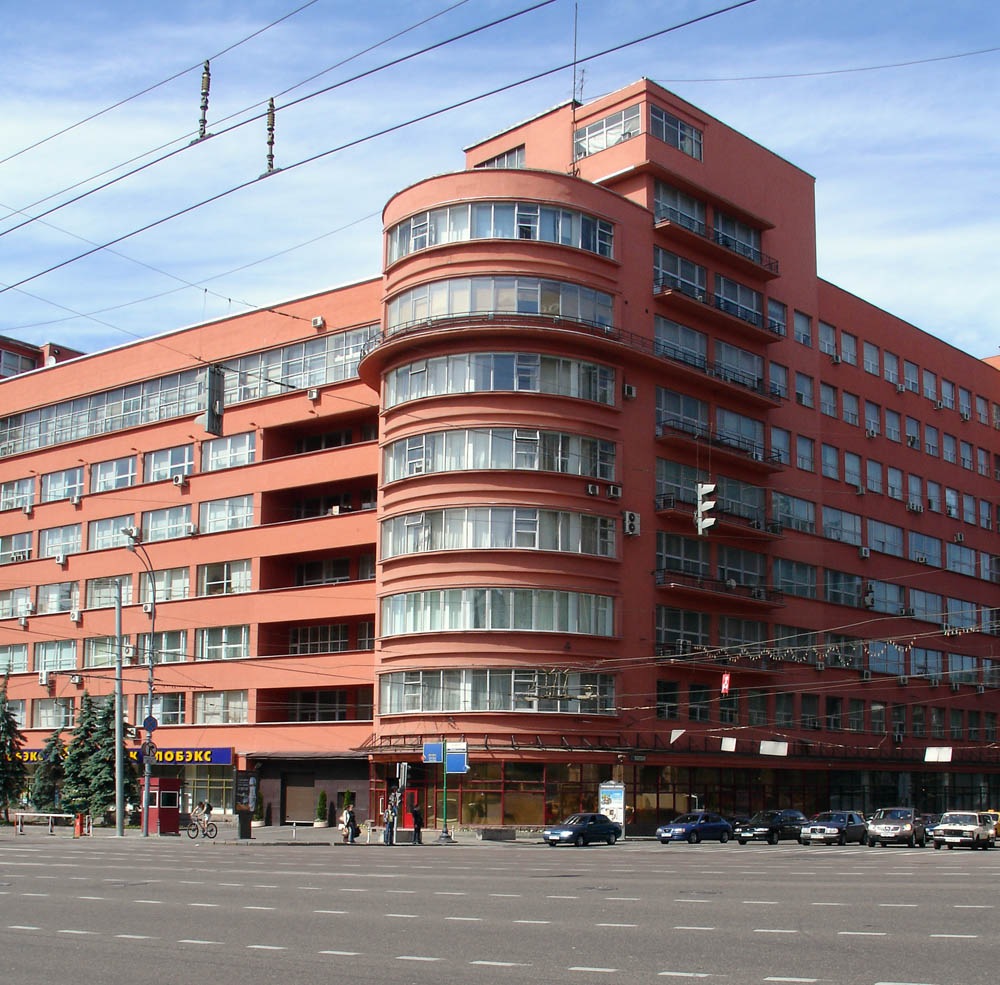
Дом № 1/11. Здание Наркомзема СССР (ныне Министерство сельского хозяйства Российской Федерации) на углу Садово-Спасской и Орликова (архитектор А. В. Щусев). Вид с Садового кольца.

Народный комиссариат земледелия СССР (Наркомзем СССР, НКЗ СССР) — государственный орган СССР в ранге министерства, ответственный за планирование и руководство сельскохозяйственным производством СССР.

## История
Народный комиссариат земледелия СССР был организован 7 декабря 1929 года с сохранением ранее существовавших республиканских народных комиссариатов земледелия, краевых, областных и районных земельных органов. Целью создания наркомата земледелия было «внесение единства в планирование и руководство сельскохозяйственным производством в масштабе Союза ССР и сосредоточение в едином центре непосредственного управления крупными сельскохозяйственными предприятиями» (постановление ЦИК СССР от 7 декабря 1929 г.).
Наркомат земледелия под руководством Якова Аркадьевича Яковлева должен был практически возглавить работу по реконструкции сельского хозяйства, руководя строительством совхозов, колхозов и МТС и объединить работу республиканских комиссариатов земледелия ввиду того, что единое руководство, как было указано в законе, должно было «осуществляться таким образом, чтобы в максимальной степени обеспечить развитие инициативы и самостоятельности союзных республик в деле развёртывания производительных сил и социалистической реконструкции».
С 1930 по 1933 годы наркомат занимался проблемой «аграрного перенаселения» методом планового переселения, сменив при этом Всесоюзный переселенческий комитет (ВПК) при ЦИК СССР. Этим видом деятельности, позже получившим название «кулацкая ссылка», занимались Сектор земельных фондов и переселения и Переселенческое управление Наркомзема СССР. В 1933 году эта функция ввиду неудовлетворительно организованного и исполняемого наркоматом переселения была передана Всесоюзному переселенческому комитету при Совнаркоме СССР, проработавшему с 1933 по 1936 годы.
1 октября 1932 года из Наркомата земледелия был выделен Народный комиссариат зерновых и животноводческих совхозов СССР. В декабре 1932 — январе 1933 года в этих наркоматах была выявлена вредительская контрреволюционная организация, проводившая шпионскую и вредительскую деятельность в сельском хозяйстве — так называемая группа Конара (заместитель наркома земледелия СССР) — Вольфа (заместитель наркома совхозов) — Коварского (заместитель председателя Трактороцентра) и др., которые были приговорены Коллегией ОГПУ 11 марта 1933 года по статьям обвинения: контрреволюция, шпионская и вредительская деятельность в сельском хозяйстве. Расстреляны 12 марта 1933 г., реабилитированы 12 марта 1957 года.
На XVII съезде ВКП(б) Иосиф Сталин и Лазарь Каганович резко критиковали работу НКЗ и Наркомсовхозов за формальный подход к работе и бюрократизм.
Ян Рудзутак в своём отчете ЦКК—РКИ отметил:

Наркомзем СССР не справился со своими задачами.
…
Двумястами тысяч колхозов нужно руководить, им нужно оказывать повседневную агрономическую помощь, их нужно тянуть на буксире от самой низкой, отсталой, почти средневековой технической базы, какой была база мелкого единоличного хозяйства, на современную техническую базу, чтобы превратить наше сельское хозяйство из самого отсталого участка народного хозяйства в передовое, поднять его на уровень современного индустриального хозяйства. От органов и организаций, руководящих сельским хозяйством, требуются наибольшее знание дела, наибольшая оперативность и конкретность руководства, знание районов, знание отдельных культур, знание конкретных нужд отдельных районов. К сожалению, союзный Наркомзем и его местные органы очень слабо справляются с этой основной задачей… неужели Наркомзем выдумал какую-то новую породу овец, которая даёт от 4 до 5 ягнят в течение года?
Не лучше, конечно, обстоит дело в отношении руководства сельским хозяйством, в том числе и в области зернового хозяйства и технических культур, со стороны органов Наркомзема. Канцелярско-бюрократический метод работы, которым Наркомзем и Наркомсовхозов заражены в большей мере, чем другие наркоматы, незнание положения дел на местах, запутанность таких важнейших для подъёма урожайности зерновых и технических вопросов, как севообороты и семенное дело, неудовлетворительная постановка дела использования тракторов и сельскохозяйственных машин, плохо поставленное использование минеральных удобрений и т. д.,— таковы основные недостатки работы земельных органов.

Я не буду долго останавливаться на примерах плохого руководства. Планирование в Наркомземе поставлено неудовлетворительно, цифры его работники нередко берут просто с потолка, руководство планированием на местах поставлено плохо.
Реорганизация наркомата в 1932 г. не дала ожидаемых результатов, и в соответствии с постановлением ЦИК и СНК от 4 апреля 1934 года «О реорганизации Народного Комиссариата Земледелия СССР, республиканского и местных земельных органов», была проведена новая реорганизация с переустройством земорганов по территориально-производственному признаку, и в наркомате был ликвидирован ряд управлений, секторов и трестов. Яковлева на его посту сменил Михаил Чернов. В 1938 году оба были репрессированы и их место на полгода занял Роберт Эйхе, который был также репрессирован. Его сменил Иван Бенедиктов, ставший первым наркомом земледелия с высшим сельскохозяйственным образованием.
15 марта 1946 года Наркомзем СССР был преобразован в Министерство земледелия СССР.

## Состав (года)
Постановлением ЦИК и СНК Союза ССР от 4 апреля 1934 г. «О реорганизации земельных органов Союза ССР» функциональная система построения НКЗ СССР была перестроена по производственно-территориальному принципу. В организационном отношении эти изменения выразились, прежде всего, в следующем: в НКЗ СССР было ликвидировано 21 управление и учреждено 7 основных управлений. Таким образом, основными органами наркомата становились производственно-территориальные управления, отвечающие за свой участок работы в целом и имеющие права и обязанности исключительно по всем вопросам руководства подчиненными организациями.
- Сектор земельных фондов и переселения НКЗ СССР (1930—1933);
- Переселенческое управление НКЗ СССР (1930—1931);
- Сектор земельных фондов и переселения НКЗ СССР (реорганизованный) (1931—1933);

## Народные комиссары земледелия СССР
| Народный комиссар                | Время работы |
| -------------------------------- | ------------ |
| Яковлев-Эпштейн, Яков Аркадьевич | 1929—1934    |
| Чернов, Михаил Александрович     | 1934—1937    |
| Эйхе, Роберт Индрикович          | 1937—1938    |
| Бенедиктов, Иван Александрович   | 1938—1943    |
| Андреев, Андрей Андреевич        | 1943—1946    |

## Вузы (почтовый адрес)
На 1941 году в состав Народного Комиссариата Земледелия СССР входили высшие учебные заведения (академия, институты):
- Сельскохозяйственная академия имени Тимирязева (г. Москва, ул. Новое шоссе, д. № 10)[1];
- Башкирский сельскохозяйственный институт (г. Уфа, ул. К. Маркса, д. № 3)[1];
- Белорусский сельскохозяйственный институт (г. Горки, Белорусской ССР[1];
- Бурят-Монгольский зооветеринарный институт (г. Улан-Удэ, Центросоюзная, д. № 13)[1];
- Воронежский сельскохозяйственный институт (г. Воронеж, Мичуринская ул., д. № 1)[1];
- Горский сельскохозяйственный институт (г. Орджоникидзе, Тимирязевский пер., д. № 3)[1];
- Горьковский сельскохозяйственный институт (г. Горький, Советская пл., д. № 7)[1];
- Днепропетровский сельскохозяйственный институт (г. Днепропетровск, Ворошиловская, д. № 25)[1];
- Ереванский зооветеринарный институт (г. Ереван, ул. Налбандяна, д. № 128)[1];
- Ивановский сельскохозяйственный институт (г. Иваново, Негорелая, д. № 49/12)[1];
- Иркутский сельскохозяйственный институт (г. Иркутск, ул. Тимирязева, д. № 71)[1];
- Казанский сельскохозяйственный институт (г. Казань, ул. К. Маркса, д. № 65)[1];
- Казанский ветеринарный институт (г. Казань, ул. Ершова, д. № 20)[1];
- Казахский сельскохозяйственный институт (г. Алма-Ата, ул. Абан, д. № 464)[1];
- Киргизский зооветеринарный институт (г. Фрунзе, почт. ящ. № 19)[1];
- Ленинградский сельскохозяйственный институт (г. Ленинград, Остров трудящихся, 2-я Березовая аллея, д. № 2/4)[1];
- Ленинградский ветеринарный институт (г. Ленинград, Черниговская ул., д. № 5)[1];
- Ленинградский зоотехнический институт (г. Красногвардейск Ленинградской области, проспект 25 Октября)[1];
- Мелитопольский институт механизации сельского хозяйства (г. Мелитополь, ул. Дзержинского, д. № 72)[1];
- Молотовский сельскохозяйственный институт (г. Молотов, Коммунистическая ул., д. № 23)[1];
- Московский институт механизации и электрификации сельского хозяйства (г. Москва, Новое шоссе, д. № 15)[1];
- Московский гидромелиоративный институт (г. Москва, Нижняя дорога, д. № 19)[1];
- Московский зооветеринарный институт (г. Москва, Черёмушки)[1];
- Московский институт землеустройства (г. Москва, ул. Казакова, д. № 15)[1];
- Немецкий сельскохозяйственный институт (г. Энгельс, Красноармейская, д. № 14)[1];
- Новосибирский сельскохозяйственный институт (г. Новосибирск, ул. Горького, д. № 78)[1];
- Новочеркасский зооветеринарный институт (г. Новочеркасск, Подтелковская, д. № 35)[1];
- Новочеркасский инженерно-мелиоративный институт (г. Новочеркасск, Пушкинская ул., д. № 101)[1];
- Омский сельскохозяйственный институт (г. Омск, Загородная ул.)[1];
- Омский ветеринарный институт (г. Омск, Октябрьская ул., д. № 6)[1];
- Полтавский институт сельскохозяйственного строительства (г. Полтава, проспект 1-го Мая, д. № 24)[1];
- Пятигорский зоотехнический институт (г. Пятигорск, ул. Рубина)[1];
- Саратовский зооветеринарный институт (г. Саратов, Б. Садовая, д. № 20)[1];
- Саратовский институт механизации сельского хозяйства (г. Саратов, Советская ул., д. № 60)[1];
- Саратовский сельскохозяйственный институт (г. Саратов, Новая стройка)[1];
- Смоленский сельскохозяйственный институт (г. Смоленск, ул. Октябрьской революции, д. № 14)[1];
- Таганрогский институт механизации сельского хозяйства (г. Таганрог, Чеховская ул., д. № 22)[1];
- Таджикский сельскохозяйственный институт (г. Ленинабад, Красная ул., д. № 25)[1];
- Ташкентский сельскохозяйственный институт (г. Ташкент, Гоголевская ул., д. № 47)[1];
- Ташкентский институт ирригации и механизации сельского хозяйства (г. Ташкент, Новоучительская ул., д. № 16)[1];
- Троицкий ветеринарный институт (г. Троицк, Челябинской области, ул. Просвещения)[1];
- Харьковский сельскохозяйственный институт (г. Харьков, ул. Дзержинского, д. № 92)[1];
- Харьковский ветеринарный институт (г. Харьков, ул. К. Либкнехта, д. № 37)[1];
- Харьковский институт механизации сельского хозяйства (г. Харьков, проспект Сталина, д. № 45)[1];
- Челябинский институт механизации сельского хозяйства (г. Челябинск, Красная ул, д. № 38)[1];
- Чувашский сельскохозяйственный институт (г. Чебоксары, Ленинградская ул., д. № 19)[1].

## Наградная система
В Народном Комиссариате Земледелия СССР была организована наградная система поощрения лучших работников, которым могли присвоить знаки отличия, такие как:
- Отличник социалистического сельского хозяйства НКЗ СССР;
- Мастеру комбайновой уборки НКЗ СССР;
- Отличный бригадир тракторной бригады МТС НКЗ СССР;
- Лучший тракторист МТС НКЗ СССР;

## Особенности здания
В первой половине 20 века в здании Наркомзема был установлен необычный лифт-патерностер. По состоянию на 2016 год он является единственным работающим подобным лифтом в России.